# Jan-Hus-Denkmal (Prag)
1. WEITERLEITUNG Jan-Hus-Denkmal